# Bekkeskjeret
Bekkeskjeret est une île norvégienne dans le comté de Hordaland. Elle appartient administrativement à Askøy.

## Géographie
Il s'agit d'un gros rocher qui s'étend sur environ 65 m de longueur pour une largeur approximative de 38 m.